# Lipp
ol
Lipp ist ein deutscher Familienname.

## Namensträger
- Achim Lipp (* 1944), deutscher Museumspädagoge
- Alban Lipp (1866–1903), deutscher Lehrer, Kirchenmusiker und Komponist
- Alexandra Lipp (* 1984), deutsche Eisschnellläuferin
- Alfons Lipp (* 1930), österreichischer Schauspieler
- Alina Lipp (* 1993), deutsche Bloggerin und Verbreiterin von pro-russischer Propaganda
- Andrea Lipp (* 1968), deutsche Beachvolleyballspielerin, siehe Andrea Ahmann
- Balthasar Lipp († 1623), deutscher Buchdrucker
- Carl Lipp (1892–1969), österreichischer Politiker (ÖVP)
- Carla Lipp (1934–2017), niederländische Tänzerin, Choreografin, Schauspielerin und Sängerin
- Christine Lipp-Wahl (* 1963), deutsche Politikerin (Bündnis 90/Die Grünen), MdL
- Eduard Lipp (1831–1891), österreichischer Politiker des Abgeordnetenhauses
- Erich Lipp (1906–1968), deutscher Bildhauer
- Eva-Maria Lipp (* 1962), österreichische Politikerin und Autorin
- Franz Lipp (1855–1937), deutscher Autor, Verleger und Politiker
- Franz C. Lipp (1913–2002), österreichischer Volkskundler
- Friedrich von Lipp (1806–1879), deutscher Offizier
- Georg Lipp (1904–1983), deutscher Politiker (CSU)
- Günter Lipp (* 1940), deutscher Politiker und Heimatpfleger
- Heino Lipp (1922–2006), estnischer Leichtathlet und Sportfunktionär
- Johannes Lipp (* 1979), deutscher Tubist
- Josef von Lipp (1795–1869), deutscher Geistlicher, Bischof von Rottenburg
- Joseph Lipp (Politiker) (?–1847), deutscher Bierbrauer, Landwirt und Politiker, MdL Bayern
- Joseph Lipp (Künstler) (1900–1983), deutscher Landwirt, Maler und Grafiker
- Karlheinz Lipp (* 1957), deutscher Historiker
- Kilian Lipp (* 1953), deutscher Maler
- Kurt Lipp (* 1935), Schweizer Offizier
- Ludwig Lipp senior (1877–1945), deutscher Steinbildhauer
- Ludwig Lipp (Architekt), deutscher Architekt und Baubeamter
- Ludwig Lipp junior, deutscher Steinbildhauer
- Maria Lipp (1892–1966), deutsche Chemikerin
- Martin Lipp (Lyriker) (1854–1923), estnischer Geistlicher und Lyriker
- Martin Lipp (Biochemiker) (* 1948), deutscher Biochemiker
- Martin Lipp (Jurist) (* 1950), deutscher Jurist und Hochschullehrer
- Maximilian Lipp (* 1992), deutscher Handballspieler
- Nele Lipp (* 1948), deutsche Künstlerin und Kunstwissenschaftlerin
- Oskar Lipp (* 1995), deutscher Betriebswirt und Politiker (AfD), Landtagsabgeordneter in Bayern
- Peter Lipp (Chemiker) (1885–1947), deutscher Chemiker
- Peter Lipp (Bildhauer) (1902–1975), deutscher Bildhauer
- Peter Lipp (Handballspieler) (* 1958), deutscher Handballspieler
- Reto Lipp (* 1960), Schweizer Moderator
- Rosi Lipp (* um 1958), deutsche Fußballspielerin
- Sandra Lipp (* 1988), österreichische Schauspielerin
- Thorolf Lipp (* 1973), deutscher Dokumentarfilmer und Ethnologe
- Volker Lipp (* 1962), deutscher Jurist und Mitglied der Zentralen Ethikkommission bei der Bundesärztekammer
- Walter Lipp (1938–2021), deutscher Bibliothekar und Historiker
- Walther Lipp (1922–nach 2001), österreichischer Embryologe, Histologe und Hochschullehrer
- Wilfried Lipp (* 1945), österreichischer Denkmalpfleger
- Wilma Lipp (1925–2019), österreichische Sopranistin
- Wolfgang Lipp (Theologe) (1939–2021), deutscher Theologe
- Wolfgang Lipp (Soziologe) (1941–2014), deutscher Soziologe